# Liste von Persönlichkeiten der Stadt Kleve
Persönlichkeiten, die mit der Stadt Kleve verbunden sind.
- (a) Ehrenbürger – durch die Stadt ausgezeichnet
- (b) in Kleve geborene Persönlichkeiten
- (c) Persönlichkeiten, die nachhaltig in Kleve gewirkt haben bzw. die nachhaltig in Kleve geformt wurden

## Ehrenbürger
- Moritz Carl August Bessel (1783–1874, Landgerichtspräsident[1] und Kunstsammler), verliehen 1864
- Peter Eich (1837–1919, Landrat), seit 1916[2]
- Wilhelm Mertens (1846[3]–1922[4], Tabakfabrikant, Stadtverordneter der Zentrumspartei), seit 23. Mai 1917
- August Fleischhauer (1855–1942[5], Justizrat und Rechtsanwalt), ernannt 1927, Aberkennung in den 30ern, Widerruf der Aberkennung am 23. April 2008[6]
- Generalfeldmarschall und Reichspräsident Paul von Hindenburg (1847–1934), seit 1926
- Heinrich Wulff (Bürgermeister von 1903 bis 1932), verliehen am 11. März 1932; am 2. Juni 1933 auf Druck der nationalsozialistischen Machthaber durch die Stadtverordnetenversammlung widerrufen, Widerruf der Aberkennung am 23. April 2008[6]
- Adolf Hitler (Diktator), verliehen am 30. Juni 1933, am 23. April 2008[6] widerrufen
- Franz van de Loo (Rechtsanwalt und Beigeordneter der Stadt Kleve), seit 20. August 1952
- Heinz Will (1904–1978, Rechtsanwalt, Begründer des Tiergarten Kleve), seit 12. Januar 1977[7]
- Heinrich van Ackeren (1901–1983, Arzt), seit 6. Januar 1979[8]
- Theodor Janßen (1905–1986, röm.-kath. Pfarrer), seit 22. März 1979[9]
- Richard van de Loo (1909–1990[10], Bürgermeister von 1955 bis 1984), seit 21. Februar 1984[11]
- Friedrich Leinung (1934–2015, röm.-kath. Pfarrer), seit 25. Oktober 2001
- Karl (1924–2008) und Maria (1930–2016) Kisters (sozial engagiertes Unternehmerehepaar), seit 2006[12]
- Wilhelm Diedenhofen (1934–2024), seit 2018

## Söhne und Töchter der Stadt

### Bis 18. Jahrhundert
- Katharina von Kleve (1417–1476), Herzogin von Geldern und Gräfin von Zutphen
- Arnold Heymerick (1424–1491), Päpstlicher Abbreviator
- Simon Wanradt (~1500–1567), Geistlicher der Reformation
- Johannes de Cleve (1528/1529–1582), Komponist und Kapellmeister
- Marie Eleonore von Jülich-Kleve-Berg (1550–1608), Herzogin von Preußen
- Karl Friedrich von Jülich-Kleve-Berg (1555–1575), Erbprinz von Jülich-Kleve-Berg
- Sibylle von Jülich-Kleve-Berg (1557–1628), Tochter von Herzog Wilhelm dem Reichen und Erzherzogin Maria von Österreich
- Peter Braem (17. Jh.–1662), Jurist und Gesandter zu den Friedensverhandlungen (Westfälischer Friede 1648)
- Konstantin von Bertram (1614 oder 1615–1693), kurmainzischer Geheimer Rat und Kanzler
- Govaert Flinck (1615–1660), niederländischer Maler
- Friedrich Casimir Tilemann, gen. Schenk (1638–1721), Jurist und Bürgermeister von Bremen
- Friedrich Wilhelm Stosch (1648–1704), Theologe und Philosoph
- Henriette Amalie von Anhalt-Dessau (1666–1726), Fürstin von Nassau-Dietz
- Ludwig von Brandenburg (1666–1687), Prinz und Markgraf von Brandenburg
- Johann Christoph von Wylich und Lottum (1681–1727), Offizier
- Johann Friedrich von Balbi (um 1700–1779), Offizier
- Johann Jakob Schilling (1702–1779), Philosoph, Physiker, Botaniker und Mathematiker, Hochschullehrer
- Johann Martin von Elmpt (1726–1802), Feldmarschall
- Johann Helfrich von Müller (1746–1830),  Oberstleutnant, Bauingenieur und Erfinder
- Anacharsis Cloots (1755–1794), Politiker und Revolutionär
- Friedrich von Bernuth (1757–1832), Beamter in französischen und preußischen Diensten
- Johann Konrad Nebe (1762–1831), ev.-luth. Pfarrer, Konsistorialrat und Schriftsteller
- Maria Alexandrina Ferdinanda Freifrau von Cloots (1764–1841), Vizepräsidentin des zweiten Klever Frauen- und Jungfrauenvereins, Trägerin des Luisenordens
- Johann August Sack (1764–1831), preußischer Beamter und Oberpräsident der Provinz Pommern
- Wilhelm Johann Ludwig von Bachmann (1765–1831), Geheimer Justizrat
- Christoph Wilhelm Heinrich Sethe (1767–1855), Jurist
- Heinrich von Danckelmann (1768–1830), preußischer Beamter und Minister
- Friedrich Christian von Bachmann (1769–?), Kriegsrat
- Karl Georg Maaßen (1769–1834), Jurist und Politiker
- Johann Ludwig von Bernuth (1770–1857), Kriegs- und Domänenrat in Ansbach und Oberfinanzrat in Berlin
- Christian Sethe (1778–1864), Jurist, Geheimer Regierungsrat und Gründer des Sethestifts in Aurich
- Christian Peter Wilhelm Beuth (1781–1853), Industriepionier und Politiker
- Peter Diederich Conze (1783–1881), Kaufmann und Politiker
- Eberhard von Hymmen (1784–1854), preußischer Landrat der Rheinprovinz
- Heinrich von Diest (1785–1847), Offizier
- Georg von Falck (1786–1836), Offizier
- Friedrich Heinrich von Bernuth (1789–1859), Landrat
- Johanna Sebus (1791–1809), Heldin
- Carl von Raesfeld (1792–1857), Offizier, Bürgermeister und Landrat
- Heinrich Berghaus (1797–1884), Kartograph
- Emil von Bernuth (1797–1882), Landrat
- Christian Carl Theodor Ludwig Sethe (1798–1857), Jurist

### 19. Jahrhundert
- Friedrich Arnold Steinmann (1801–1875), Jurist und Schriftsteller
- Wilhelm Josef Sinsteden (1803–1891), Erfinder des Bleiakkumulators
- Adolph Wegelin (1810–1881), Architekturmaler
- Aegidius Rudolph Nicolaus Arntz (1812–1884), Rechtswissenschaftler
- Jeannette Holthausen (Pseudonym: Agnes le Grave) (1812–1875), Musikerin und Dichterin[13]
- Elise Thérèse Daiwaille (1814–1881), Künstlerin und Malerin
- Johann Bernhard Klombeck (1815–1893), Landschaftsmaler
- Otto Joseph Arnold Saedt (1816–1886), Staatsanwalt
- Mutter Helena, geb. Pael (1817/18– ≥1901), Oberin der Clemensschwestern zu Münster[14]
- Friedrich Wichert (1820–1846), Landschaftsmaler
- Reinhard Schlüter (1821–1890), Jurist und Mitglied des Deutschen Reichstags
- Bernhard von Gudden (1824–1886), Psychiater und Hofarzt von König Ludwig II.
- Wilhelm Kerckhoff (1824–1900), Bürgermeister von Altendorf
- August Nebe-Pflugstädt (1828–1902), Preußischer Staatsrat, Kronanwalt, Kronrat und Unterstaatssekretär
- Adolf Fritzen (1838–1919), Bischof von Straßburg
- Heinrich Ludwig Philippi (1838–1874), Kunst- und Historienmaler
- Wilhelm Lommen (1839–1895), Maler
- Aloys Fritzen (1840–1916), Jurist und Politiker
- Wilhelm Broekmann (1842–1916), Jurist und Mitglied des Deutschen Reichstags
- Moritz Fleischer (1843–1927), Moorforscher, Kulturtechniker und Agrikulturchemiker
- Karl Fritzen (1844–1933), Jurist und Politiker
- Arnold Wever (1850–1922), Bankier
- Fritz Wever (1852–1913), Architekt, Raumplaner und Hochschullehrer
- Hermann Wever (1853–1911), Jurist
- Oscar Gudden (1862–1944), Marine-Generalstabsarzt der Kaiserlichen Marine
- Karl Busz (1863–1930), Mineraloge
- Heinrich Lamers (1864–1933), Kirchenmaler
- Carl Ludwig Kleine (1866–1938), Jurist und Politiker
- Karl Lohmann (1866–1946), Jurist und Politiker
- Ernst Paulus (1868–1936), Architekt
- Gerhard Lamers (1871–1964), Kirchenmaler
- Gustav Hoffmann (1872–1935), Industrieller
- Heinrich Jennen (1872–1920), Architekt
- Lucie Goldschmidt (1876–1943), erste offizielle Kandidatin der jüdischen Gemeinde der Stadtverordnetenwahl Kleve
- Johanna Hundhausen (1877–1955), Lehrerin und Schulleiterin
- Gustav Angenheister (1878–1945), Geophysiker
- Hermann Eich (1879–1963), Landrat
- Theodor Brauer (1880–1942), Sozialtheoretiker
- Johann Baumann (1882–1959), Maler
- Josef Mooren (1885–1987), Landschaftsmaler, Restaurator und Kirchenmaler
- Wilhelm Heuckmann (1897–1954), Generalsekretär des Deutschen Weinbauverbandes
- Hanns Lamers (1897–1966), Maler

### 20. Jahrhundert

#### 1901–1950
- Hellmuth Becker (1902–1962), Politiker
- Karl Konen (1903–1944), Steyler Missionar und Märtyrer
- Ria Thiele (1904–1996), Schauspielerin, Tänzerin und Choreographin
- Heinrich Maria Janssen (1907–1988), Bischof von Hildesheim
- Willy Maywald (1907–1985), Fotograf
- Willi Wolter (1907–1969), SS-Hauptsturmführer
- Albert Lax (1910–1997), Pädagoge und Politiker
- Friedrich Gorissen (1912–1993), Historiker
- Josef van Eimern (1921–2008), Forst- und Agrarmeteorologe
- Gerhard Brock (1922–2009), Politiker
- Ernst Schönzeler (1923–1981), Maler und Grafiker
- Albert Stein (1925–1999), Jurist, evangelischer Theologe und Hochschullehrer
- Gerhard van Haaren (1926–1988), Gewerkschafter
- Helmut Kretschmar (* 1928), Konzert- und Oratoriensänger
- Cornel Diederichs (1930–2025), Journalist und Schriftsteller
- Hans Maria Wellen (1932–1992), Komponist
- Dietmar Flock (* 1934), Agrarwissenschaftler und Hochschullehrer
- Wilfried Barner (1937–2014), Literaturwissenschaftler
- Bernd Mütter (1938–2023), Historiker und Geschichtsdidaktiker
- Werner Thissen (1938–2025), Erzbischof von Hamburg
- Theodor Buckstegen (1939–2023), römisch-katholischer Theologe und Domkapitular in Münster
- Friedrich A. Schott (1939–2008), Ozeanograph
- Wolfgang Biesterfeld (1940–2025), Literaturwissenschaftler
- Reiner Körfer (* 1942), Herzchirurg
- Jan Oerding (* 1948), Generalleutnant der Bundeswehr
- Theodor Brauer (* 1949), Politiker und Bürgermeister von Kleve
- Klaus Mertens (* 1949), Sänger
- Elisabeth Mühlens (* 1949), Juristin, Richterin am BGH a. D.
- Harald Wieser (* 1949), Soziologe, Autor und Journalist
- Andreas Pruys (* 20. Jahrhundert), Sänger

#### 1951–2000
- Wiebke Hendriksen (* 1951), Tischtennisspielerin und Europameisterin
- Karl Adamek (* 1952), Musiksoziologe
- Barbara Hendricks (* 1952), Politikerin (SPD), Bundesministerin für Umwelt, Naturschutz, Bau und Reaktorsicherheit
- Reinhard van der Heusen (* 1953), Handball-Nationalspieler
- Klaus Steinbach (* 1953), Schwimmer und Präsident des deutschen NOK
- Tina Theune-Meyer (* 1953), Bundestrainerin der deutschen Fußballnationalmannschaft der Frauen
- Johannes Keders (* 1954), Präsident des Oberlandesgerichts Hamm
- Peter Tollens (* 1954), Maler, Zeichner und Buchkünstler
- Claus Fey (* 1955), Handball-Nationalspieler
- Angela Steinbach (* 1955), Schwimmerin
- Paul Thissen (* 1955), Kirchenmusiker und Musikwissenschaftler
- Ulrich Knickrehm (* 1955), deutscher Politiker und Bürgermeister von Goch
- Gustav Steinhoff (* 1958), Herzchirurg
- Stefan Richtstein (* 1959), Manager
- Stephan Vehreschild (* 1959), deutscher Politiker (CDU) und Bürgermeister
- Claudia Theune-Vogt (* 1959), Archäologin
- Gabriela Bennemann (* 1961), Diplomatin
- Stefan Leupertz (* 1961), Jurist
- Wolf Hogekamp (* 1961), Filmemacher, Slam Master und Slam-Poet
- Stephan Froleyks (* 1962), Komponist und Improvisationsmusiker
- Andrea Nienhuisen (* 1962), Journalistin
- Klaus-Jürgen Rattay (1962–1981), Hausbesetzer
- Käthe Schneider (* 1963), Erziehungswissenschaftlerin und Hochschullehrerin
- Sylvester Engbrox (* 1964), Maler
- Wolfgang Gebing (* 1964), Politiker, Bürgermeister von Kleve
- Stephan Heilen (* 1965), Altphilologe
- Andreas Brenne (* 1966), Kunstpädagoge
- Karsten Fischer (* 1967), Politikwissenschaftler, Professor für politische Theorie
- Rainer Rauffmann (* 1967), zypriotischer Fußballspieler und Fußballtrainer
- Sonja Northing (1968–2024), Politikerin; 2015–2020 Bürgermeisterin der Stadt Kleve
- Peter Huth (* 1969), Journalist und Autor
- Stephan Haupt (* 1970), Politiker, Abgeordneter im Landtag Nordrhein-Westfalen
- Silke Gorißen (* 1971), Politikerin, Landrätin, Landwirtschaftsministerin des Landes Nordrhein-Westfalen
- Steffi Neu (* 1971), Radiomoderatorin
- Martin Schumacher (1971–1989), Maler und Grafiker
- René Schoemakers (* 1972), Künstler der Bildenden Kunst und Maler
- Markus Verbeet (* 1974), Jurist und Journalist
- Sebastian Kaul (* 1979), Fußballspieler und -trainer
- Melanie Arns (* 1980), Schriftstellerin
- Jan Kersjes (* 1981), Schauspieler, Musiker
- Tim Berendonk (* 1981), Tagesschau-Sprecher
- Stefan Stuckmann (* 1982), Autor
- Daniel Wagner (* 1983), Psychologe
- Steffen Roth (* 1989), Jazz- und Improvisationsmusiker
- Eva Bühnen (* 1996), Schauspielerin

## Mit Kleve verbundene Personen

### 10.–17. Jahrhundert
- Otto III. (980–1002), Kaiser des Heiligen Römischen Reiches
- Dietrich IV./VI. (Kleve) (≈1185–1260), Graf von Kleve
- Otto (Kleve) (≈1278–1310), Graf von Kleve
- Dietrich VII./IX. (Kleve) (≈1291–1347), Graf von Kleve
- Johann von Kleve (≈1292/93–1368), Graf von Kleve
- Adolf III. von der Mark (1334–1394), Bischof im Bistum Münster, Elekt des Erzbistums Köln und Graf von Kleve
- Gilles Joye (1424/25–1483), belgischer Theologe, Dichter, Sänger und Komponist
- Heinrich Douvermann (≈1480–1543), Künstler und Holzschnitzer
- Sibylle von Jülich-Kleve-Berg (1512–1554), Ehefrau von Kurfürst Johann Friedrich I. (Sachsen)
- Anna von Kleve (1515–1557), vierte Ehefrau von Heinrich VIII.
- Johann Wilhelm von Jülich-Kleve-Berg (1562–1609), Bischof des Bistums Münster und Herzog von Jülich-Kleve-Berg
- Werner Teschenmacher (1590–1638), Annalist, Humanist und reformierter Theologe
- Georg Wilhelm (Brandenburg) (1595–1640), Herzog von Preußen und Kurfürst der Mark Brandenburg
- Johann Moritz von Nassau-Siegen (1604–1679), Statthalter des brandenburgischen Kurfürsten Friedrich Wilhelm
- Matthias Nethenus (1618–1686), deutscher reformierter Theologe
- Alexander von Spaen (1619–1692), kurbrandenburgischer Generalfeldmarschall
- Eberhard von Danckelman (1643–1722), brandenburgischer Minister, preußischer Oberpräsident und Reichsfreiherr
- Johann Kayser (1654–1721), westfälischer Dichter, lutherischer Prediger und Gymnasiallehrer
- Johann Heinrich Schütte (1694–1774), Arzt und Naturforscher

### 18. Jahrhundert
- Johann Matthias von Bernuth (1716–1797), Kammerdirektor des Kriegs- und Domänenrats in Kleve
- Eberhard von der Reck (1744–1816), preußischer Politiker und General
- Friedrich Wilhelm von Mauvillon (1774–1851), preußischer Oberst und Militärschriftsteller
- Kasimir von Dewall (1773–1826), preußischer Landrat
- Christoph Gudermann (1798–1852), Mathematiker
- Alexander von Daniels (1800–1868), Jurist, königlich preußischer Kronsyndikus, Autor und Politiker
- Jan Schröder (1800–1885), preußischer Admiral

### 19. Jahrhundert
- Johann Christian Wilhelm August Hopfensack (1801–1874), Theologe, Pädagoge und Dichter
- Barend Cornelis Koekkoek (1803–1862), Landschaftsmaler
- Eduard Kühne (1810–1883), Unternehmer
- Justus Karl Haßkarl (1811–1894), Naturforscher
- Robert Scholten (1831–1910), römisch-katholischer Priester und Historiker
- August Lüdecke-Cleve (1868–1957), Kunstmaler
- Wilhelm Frede (1875–1942), Diplomat
- Johanna Hundhausen (1877 in Mülheim –1955[15]), Frauenrechtlerin und Schulleiterin des katholischen Oberlyzeums (Vorgänger des Johanna-Sebus-Gymnasiums)[16][17]
- Achilles Moortgat (1881–1957), Bildhauer und Landschaftsmaler
- Johannes Maria Verweyen (1883–1945), Philosoph und Theosoph
- Ewald Mataré (1887–1965), Maler und Bildhauer
- Clara Werkmann (1896–1969), Gründerin des Mutterhauses der Franziskusschwestern in Kleve, Trägerin des Bundesverdienstkreuzes[18]

### 20. Jahrhundert
- Peter Albers (1901–1955), Politiker
- Erich Brautlacht (1902–1957), Jurist und Schriftsteller
- Gustav Adolf Steengracht von Moyland (1902–1969), Diplomat und Politiker
- Fritz Getlinger (1911–1998), Fotograf
- Karl Leisner (1915–1945), römisch-katholischer Priester
- Joseph Beuys (1921–1986), Bildhauer und Künstler
- Franz Joseph van der Grinten (1933–2020), Kunsthistoriker, Kunstsammler und Künstler
- Karl Hesse (1936–2023), Erzbischof von Rabaul in Papua-Neuguinea
- Paul Friedhoff (1943–2015), Politiker
- Hans-Peter Riel (1943–2008), Journalist und Fernsehmoderator
- Willi Lippens (* 1945), Fußballspieler
- Jürgen Möllemann (1945–2003), Politiker, Bundesminister
- Manfred Palmen (1945–2022), Politiker / Stadtdirektor
- Guido de Werd (* 1948), Kunsthistoriker, Leiter Städtisches Museum B.C. Koekkoek-Haus und Direktor Museum Kurhaus Kleve
- Karl Addicks (* 1950), Politiker
- Barbara Hendricks (* 1952), Politikerin, Bundesministerin für Umwelt, Naturschutz, Bau und Reaktorsicherheit
- Klaus Steinbach (* 1953), Schwimmer, Arzt und Sportfunktionär
- Gustav Steinhoff (* 1958), Herzchirurg und Hochschullehrer
- Ronald Pofalla (* 1959), Politiker (CDU), ehemaliger Bundesminister für besondere Aufgaben, Chef des Bundeskanzleramtes und Vorstand der Deutschen Bahn
- Aische Pervers (* 1986), Moderatorin und Schauspielerin
- Steffen Roth (* 1989), Jazzmusiker
- Yannic Hendricks (* 1990), deutscher Abtreibungsgegner (Pseudonym Markus Krause)